# 関康之
関 康之（關康之、かん こうし、415年 - 477年）は、南朝宋の学者・隠者。字は伯愉。本貫は河東郡楊県。

## 経歴
関氏は代々京口に居住しており、康之は南平昌に寓居した。若くして学問に打ち込み、容姿や恰幅は豊満であった。下邳の趙繹は文章の解釈で知られており、康之は趙繹と仲が良かった。また顔延之とも知己であった。かつて顧悦之が王弼の『易経』解釈四十数条を批判したことがあったが、康之は王弼の解釈を支持して顧悦之を批判した。また『毛詩義』を作り、経籍の疑問点を多くの箇所で論じ解釈した。また仏僧の支僧納に算学を学び、その方面でも才能を見せた。
竟陵王劉義宣が京口から江陵に赴任するにあたって、康之に同行を求めたが、康之は命令に応じなかった。元嘉年間、宋の文帝は康之に学識があると聞いて、武昌国中軍将軍に任じ、租税を免除した。江夏王劉義恭や広陵王劉誕が南徐州刺史となると、康之を従事や西曹として召し出そうとしたが、康之はいずれも就任しなかった。人づきあいを断って、隠居の志を守った。
弟の関双之が臧質の下で車騎参軍となっていたが、赭圻で病没し、水浜に埋葬された。康之はその年の春に病にかかっていたが、少し回復したため、弟の遺体を迎えに行った。無理をしたために病は重くなり、以後20年あまりも寝たきりになった。暇な日があれば、床に臥せったまま文章の解釈を論じた。
孝武帝が即位すると、陸子真が大使として各地を巡検し、康之に出仕を勧めたが、康之は聞き入れなかった。泰始初年、通直散騎侍郎として召されたが、病を理由に断った。
元徽年間、『春秋左氏伝』を好む蕭道成が『春秋』五経を康之のもとに送ると、康之はこれに校点を打ち、合わせて『礼記』十数条を論じた文章をつけて送り返した。昇明元年（477年）、康之は死去した。享年は63。
清代以降の「関羽文献」においては、諸関氏の系譜を関興・関彝以降に位置づけるものが多い。一説には関彝の庶子である関夷が、龐会の手を逃れ故郷で匿われたという。関夷の後は、関敝・関朗・関康之・関攀と血筋が続いたともある。

## 伝記資料
- 『宋書』巻93 列伝第53
- 『南斉書』巻54 列伝第35
- 『南史』巻75 列伝第65